# Claude Sernet
Ernest Spirt, connu sous le nom de plume Claude Sernet (Târgu Ocna, Roumanie, 24 mai 1902 - Paris 13e, 16 mars 1968), est un poète français d'origine roumaine.

## Biographie
Celui qui n'est pas encore devenu Claude Sernet est le premier enfant d'un médecin généraliste juif. Son enfance fut profondément marquée par l'antisémitisme virulent qui sévissait à l'époque en Roumanie. Avec sa petite sœur Colomba, le jeune Ernest Spirt est séparé de sa famille durant la guerre de 1914-1918. Il s'inscrit à la faculté de droit de Bucarest en 1920 et se lie d'amitié avec de nombreux poètes et écrivains d'avant-garde publiant dans Flacăra [La flamme], Sburătorul et 75 HP. 
En 1924, il publie ses premiers textes, sous le pseudonyme de Mihail Cosma, dans la revue 75 HP, où écrivent aussi son ami Victor Brauner et Ilarie Voronca, qui est son beau-frère. 
En 1925, pour terminer ses études de droit loin de l'antisémitisme qui croît chaque jour, son père lui fait quitter Bucarest pour la Faculté de droit de Pavie, où il termine ses études supérieures. L'année suivante, il vient pour la première fois à Paris. À vingt-trois ans, il y retrouve de jeunes artistes  comme Arthur Adamov, mais aussi d'autres Roumains comme Benjamin Fondane, et les membres du groupe le Grand Jeu : Roger Vailland, Roger Gilbert-Lecomte, René Daumal, Rolland de Renéville, Henri Calet, Jean Carrive, Monny de Boully, Fernand Lumbroso. 
Deux événements lui ouvrent bientôt les portes de la vie littéraire parisienne. Le 18 février 1928, quelques-uns de ses poèmes sont lus lors d'une après-midi artistique organisée par Adamov au Studio des Ursulines. Un peu plus tard, au printemps, c'est avec Adamov qu'il publie la revue Discontinuité, qui ne dépassera pas le premier numéro. Sernet y met en scène et étale ce qui n'existe pas encore, et qui va pourtant devenir très vite l'expression même du malaise de la civilisation européenne. Il prend alors le nom de plume de Claude Sernet (anagramme de son prénom roumain Ernest).
Au début de l'été 1929, dans une mince plaquette, Mises au point, Adamov, Lumbroso et Sernet font le point sur l'échec de Discontinuité. 
En 1933, il dirige le numéro 4 des Cahiers jaunes intitulé  « cinéma 33 ». Sernet y publie un scénario. Mais c'est surtout dans les revues Journal des Poètes , Le Phare de Neuilly, Les Nouvelles littéraires , que l'on trouve ses poèmes.
En 1937, à trente-cinq ans, il publie à compte d'auteur Commémorations. Déjà, dans ce premier recueil de vers résonne sourdement l'expression constante d'un pessimisme universel. En 1938, il fait paraître une nouvelle plaquette Un jour et une nuit.
Sernet, mobilisé en octobre 1939, est fait prisonnier en juin 1940 à Sedan. Une longue errance de camp en camp de prisonniers dans l'est de la France commence alors pour lui. Il réussit à s'évader en mai 1941. Pour vivre et échapper aux poursuites, il passe en zone sud. Réfugié près de Narbonne, il fournit à la revue Méridien des textes de critique poétique. Il collaborera aussi à L'Éternelle revue, et à des recueils collectifs comme L’Honneur des poètes. Sernet s'applique maintenant à comprendre la vie.
À la Libération, Claude Sernet rejoint les intellectuels du mouvement pour la Paix et le Parti communiste français. Il publie régulièrement, d'abord dans des éditions hors commerce, puis, à partir de 1950, aux éditions Pierre Seghers.
Après une période d'engagement jalonnée de poèmes militants, sa poésie se fixe sur l'expression d'une angoisse de caractère existentiel, véritable hurlement rentré du mal de vivre. En poète souvent lyrique, Sernet explore ce versant sombre de la condition humaine, parcouru lui aussi par d'autres écrivains français d'origine roumaine, comme Ilarie Voronca, Benjamin Fondane, Cioran ou Eugène Ionesco.
De nombreux recueils publiés après la guerre: Étapes en 1956, en 1958 Aurelia, très long poème en alexandrins rimés, et en 1962 Les Pas recomptés, anthologie personnelle de ses œuvres antérieures ; en 1966 Ici Repose, long poème dans lequel Sernet explore l'abîme des ombres  surgies de l'érosion du temps et de l'attente. 
Pour vivre, Sernet multiplie les travaux d'édition et rédige de nombreuses préfaces :
- Une lettre de Roger Gilbert-Lecomte, Marseille, Les Cahiers du Sud, n° 377.
- Benjamin Fondane,  L'exode,  La Fenêtre Ardente,1965.
- Tristan Tzara, Les Premiers poèmes, Paris, éditions Pierre Seghers, 1965.
- Roger Gilbert-Lecomte,  Monsieur Morphée empoisonneur public, (illustration de Maziar Zendehroudi[2]), Montpellier, Fata Morgana, 1966.
- Tristan Tzara, 40 chansons et déchansons (dessins de Jacques Hérold), Montpellier, Fata Morgana, 1972.

Il meurt à Paris au printemps 1968.

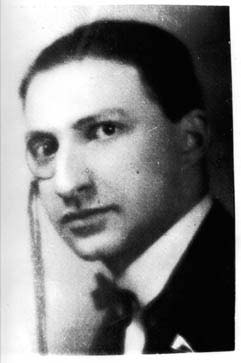
Ernest Spirt à Bucarest en 1925
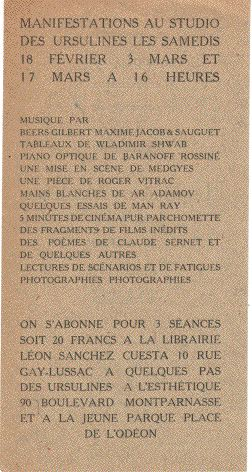
Manifestation parisienne au Studio des Ursulines, 1928
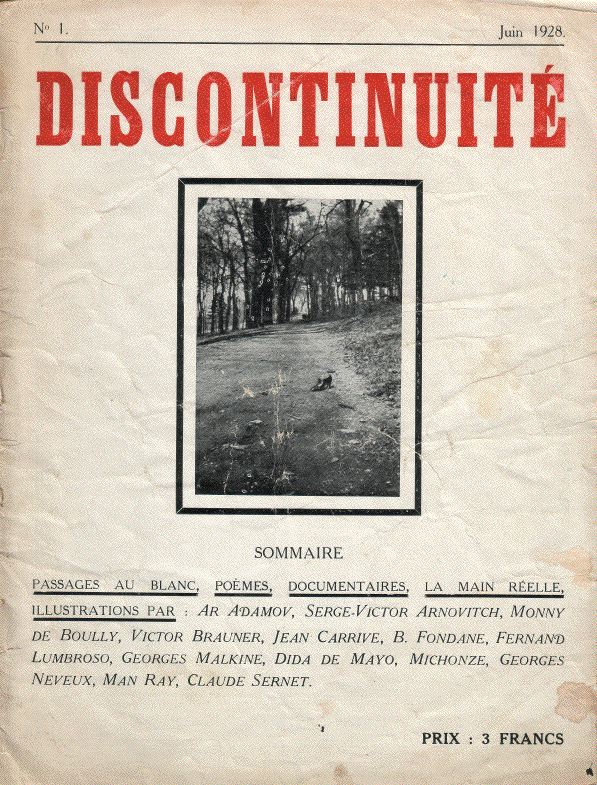
La Revue Discontinuité, 1928

## L'œuvre
- Commémorations, Paris, Librairie Tschann, 1937 (42 pages)
- Un jour et une nuit, Paris, Éditions Sagesse, 1938
- Mais une île ou peut-être un rivage, hors commerce, 1949
- Enfin ces neuf poèmes, hors commerce, 1949 (21 pages)
- Le jour sans fin, Wuppertal (R.F.A.), hors commerce, 1949 (21 pages)
- Poèmes dus, Paris, Éditions Seghers, 1950 (42 pages)
- Jour après jour, Paris,  Éditions Seghers, 1951 (44 pages)
- D'une suite sans fin, Paris, Éditions Seghers, 1953 (94 pages)
- Avec les mêmes mots, Paris,  Éditions Seghers, 1954 (75 pages)
- Fidèle Infidèle, Paris, Éditions Seghers, 1955 (90 pages)
- Étapes, Paris, Éditions Seghers, 1956 (63 pages)
- Aurelia, Paris, Éditions Seghers, 1958 (67 pages)
- Une élégie, Wûlfrath (R.F.A.), hors commerce, 1960
- Les Pas recomptés, Paris, Éditions Seghers, 1962 (270 pages)
- Éléments, Paris, Éditions Seghers, 1963 (69 pages)
- L'étape suivante, Paris, Éditions Seghers, 1964 (78 pages)
- Ici Repose, Montpellier, Fata Morgana, 1967
- À Jacques Hérold, Montpellier, Fata Morgana, 1969
- Ces pas d'une autre étape, hors commerce, 1970 (32 pages)

Claude Sernet a publié de nombreux poèmes dans plus de vingt-sept revues[réf. nécessaire], écrit de nombreuses préfaces et effectué plusieurs traductions d'auteurs roumains.